# وزارت دفاع (مالزی)
وزارت دفاع (به انگلیسی: Ministry of Defence) (مالایی: Kementerian Pertahanan) به اختصار MINDEF یا KEMENTAH , یک وزارتخانه در دولت مالزی است که مسئولیت دفاع، امنیت ملی، نیروی زمینی، نیروی دریایی، آب‌نگاری، نیروی هوایی، نیروهای مسلح، سرویس‌های اطلاعاتی، ضد جاسوسی، اطلاعات نظامی، خدمت سربازی، و امور ایثارگران را بر عهده دارد.
وزیر دفاع وظایف مربوط به حیطه مسئولیت خود را از طریق وزارت دفاع و تعدادی دیگر از سازمان‌های دولتی به انجام می‌رساند.
دفتر مرکزی وزارت دفاع در کوالا لامپور است.